# Bryum subtomentosum
Bryum subtomentosum là một loài rêu trong họ Bryaceae. Loài này được Hampe Mitt. mô tả khoa học đầu tiên năm 1882.